# Опасный сосед
«Опа́сный сосе́д» (рус. дореф. Опасный сосѣдъ) — ироикомическая поэма, самое известное произведение Василия Львовича Пушкина, написанное весной 1811 года. Состоит из 154 александрийских стихов с парной рифмовкой. Несмотря на фривольное содержание, поэма была сразу же воспринята современниками как литературный манифест, опубликованный в рамках полемики карамзинистов с шишковистами. В. Л. Пушкин пытался напечатать поэму при жизни, вышло два малотиражных издания в 1812 и 1815 годах (последнее предпринято П. Л. Шиллингом без ведома автора); из-за цензурных ограничений в России «Опасный сосед» в доступном для широкой публики виде был опубликован в Лейпциге Брокгаузом в 1855 году. Текст ходил в списках, отражающих разные редакции текста, оказав разностороннее влияние на русскую литературу XIX века, в том числе племянника автора — А. С. Пушкина, которому даже приписывали её авторство. В России поэма впервые была издана в 1913 и 1918 годах, на основе списков и с учётом примечаний П. А. Вяземского на экземпляре 1855 года; в дальнейшем неизменно включалась во все издания творческого наследия Василия Пушкина.

## Сюжет и его источники
Ох! дайте отдохнуть и с силами собраться!

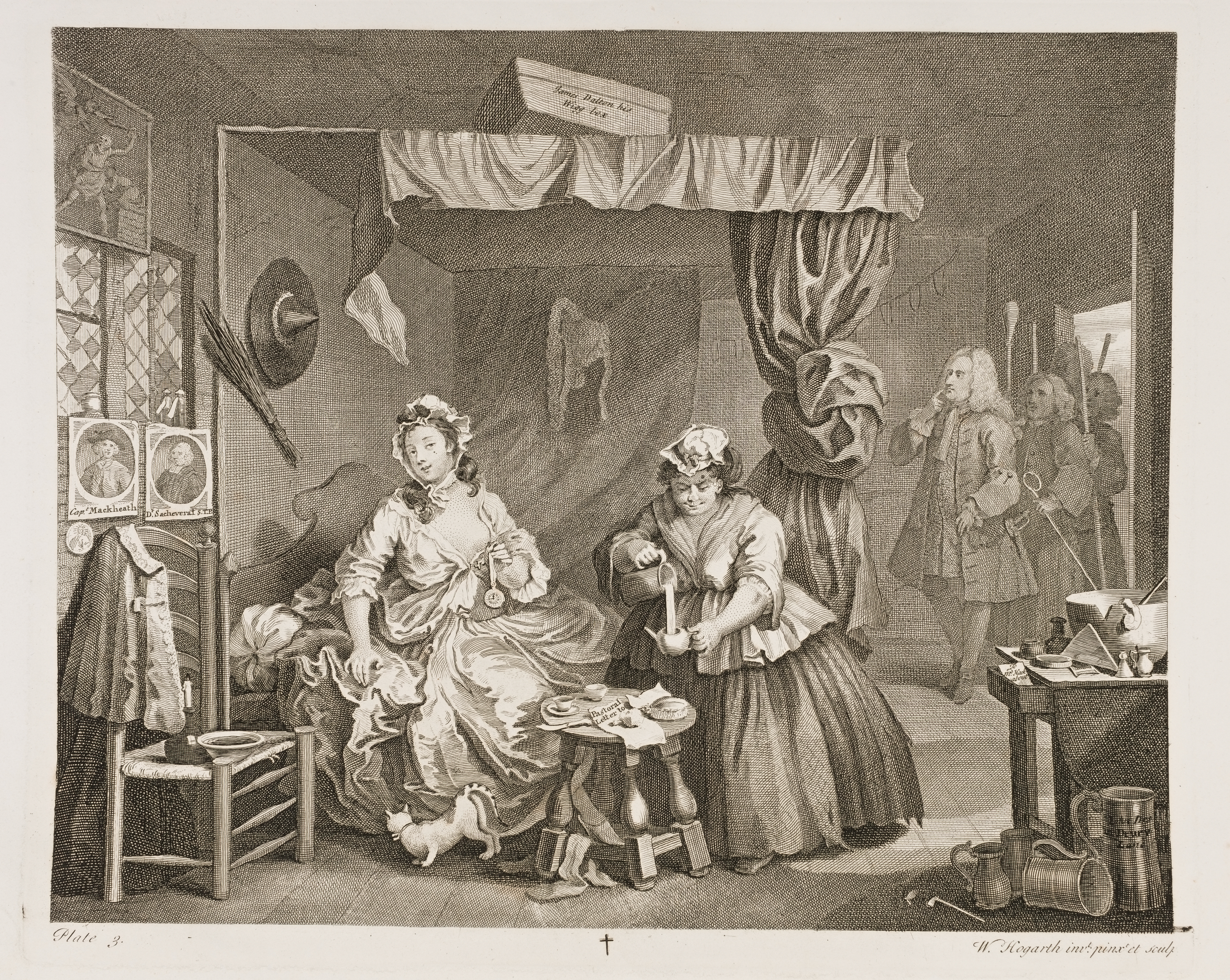
Уильям Хогарт. Карьера проститутки, «Арест»

Что прибыли, друзья, пред вами запираться?

Я всё перескажу: Буянов, мой сосед,

Имение свое проживший в восемь лет

С цыганками, с б<лядь>ми, в трактирах с плясунами,

Пришёл ко мне вчера с небритыми усами,

Растрёпанный, в пуху, в картузе с козырьком,

Пришёл, — и понесло повсюду кабаком.
В поэме пародируется классический жанр описания путешествия, однако оно совершается из центра Москвы на окраину — в бордель. Сосед лирического героя — Буянов — соблазняет его посетить заведение. Сюжет разворачивается стремительно — перечисляются московские улицы Кузнецкий мост и вал, Арбат и Поварская. По мнению Н. Михайловой, одной из задач сочинителя было передать само ощущение движения, поэтому быстрый бег упряжки сменяется стремительностью действия в публичном доме, где происходит драка вместо ожидаемого грехопадения. Девка, которой так и не удалось совратить повествователя, бежит по лестнице. Выбравшись из домишки с «нимфами радости постылой», герой-повествователь бежит, как загнанная лошадь, бросив коляску, и благополучно достигает своего дома, дав клятву никогда больше не участвовать в нескромных приключениях.
Сюжет показывает эрудицию автора: в тексте содержится множество отсылок к русской и европейской литературе того времени. Одним из возможных литературных источников «Опасного соседа», по-видимому, была анонимная стихотворная сатира «Описание борделя», впервые опубликованная в 1620 году в Париже. Как и в поэме В. Пушкина, сводня предлагает протагонисту познакомиться с девицей, якобы девственницей, увлекает его в бордель, где он сталкивается с двумя гостями, также претендующими на юную особу. Аналогично, ссора перерастает в драку, а угроза явления полиции заставляет героя бежать.
Помимо произведений «низкого жанра», в «Опасном соседе» несомненно чувствуется влияние эталонного автора французского классицизма — Никола Буало-Депрео, труды которого использовались карамзинистами в борьбе за собственную модель русского литературного языка. Именно Буало ввёл в литературную критику различение автора — литературного героя и автора-человека. Некоторые сюжетные ходы и использованные в «Опасном соседе» образы близки Сатире III Буало, в которой герой попал на обед в литературный салон, но теоретический спор завершился дракой. Перепуганному рассказчику (от его лица ведется повествование) ничего не оставалось делать, как убежать и поклясться не бывать больше на подобных пирах. Зачин поэмы также близок сатире Буало — заявление «Я всё перескажу» сродни намерению поведать рассказ о несчастном происшествии. Есть некоторые параллели в сцене драки: купец метнул в противников бутылку и поднос, а Буянов запустил в полицейского тарелку (в сатире Буало тарелка летит в стену). В обоих стихотворениях герой-повествователь случайно оказался во время драки у двери и не пострадал.
Но вдруг красавицы все приступают к бою.

Лежали на окне «Бова» и «Еруслан»,

«Несчастный Никанор», чувствительный роман,

«Смерть Роллы», «Арфаксад», «Русалка», «Дева Солнца»;

Они их с мужеством пускают в ратоборца.

На доблесть храбрых жён я с трепетом взирал;

Все пали ниц; Сосед победу одержал.
Из поэмы Буало «Налой» (1674) заимствована и такая деталь: обитательницы борделя дерутся книгами, запуская их как пушечные ядра. Эти книги являются предметом осмеяния автора. В круг чтения непотребных девок Пушкин включил не только произведения лубочной литературы, но и переделку немецкой оперы «Фея Дуная» А. А. Шаховского, драмы Коцебу «Гишпанцы в Перу, или Смерть Роллы. Романтическая трагедия в пяти действиях» и «Дева Солнца». Подобно Буало, который в поэме «Налой» высоким слогом героических поэм описывал ссору ничтожных людей (казначея и певчего в провинциальной церкви), В. Л. Пушкин величает пьяную драку «ужасной битвой», «лютейшим сражением», Буянова — ратоборцем, обитательниц весёлого дома — «доблестными храбрыми женами». Этот же мотив подчёркивается следующими деталями: сцены заведения украшены портретами Селима III, Вольтера и Фридриха II. Вольтер — автор поэмы «Орлеанская девственница», в которой силён как эротический, так и героический элемент; драка пародийно проецируется на них. Турецкий султан и прусский король были хорошо известны как полководцы, что проецируется на образ Буянова — выигравшего битву полководца.
По-видимому, «Опасный сосед» мог иметь корни и в изобразительном искусстве; его могли именовать и «картинкой во фламандском вкусе». Приятель В. Л. Пушкина — М. Н. Макаров — называл поэму «Гогартовым оригиналом, с которого копию снять невозможно». Вполне возможно, что имелась в виду известная серия гравюр Уильяма Хогарта — «Карьера проститутки». Н. Михайлова отмечала, что поэма В. Пушкина — серия сценически организованных картин. Например, содержание четвёртого эпизода «Опасного соседа» — проститутка Варюшка предстаёт перед Буяновым и поэтом-рассказчиком во всём блеске молодости и красоты, — вполне соотносится с одной из гравюр Хогарта. В той же сцене представлено и её будущее: безносая, больная сифилисом кухарка, оставшаяся служить в борделе «из чести», то есть за чаевые.
Поэма завершается полукощунственным-полукомическим переложением Псалма Давидова, две строки почти буквально его повторяют, но далее библейские заветы подменяются житейскими практическими советами: «блажен, стократ блажен» оказывается тот, кого «молодая подруга» «за нежный поцелуй» не наградила «бедою», то есть дурной болезнью; блажен тот, с кем не встречается опасный сосед Буянов, и т. д.

## Литературные особенности
Ю. М. Лотман следующим образом характеризовал литературные особенности поэмы:

«Опасный сосед» по нормам той эпохи был произведением решительно нецензурным: употребление слов, неудобных для печати, прозрачные эвфемизмы и, главное, безусловная запретность темы, героев и сюжета делали это произведение прочно исключённым из мира печатных текстов русского Парнаса. С точки зрения официальной литературы, это был «не-текст». И именно поэтому В. Л. Пушкин мог дерзко придавать своей поэме привычные черты литературных жанров: если бой в публичном доме напоминал классические образцы травестийной поэмы XVIII века, то концовка была выдержана в духе горацианского послания. Отдельные стихи удачно имитировали оду:
И всюду раздался́ псов алчных лай и вой.

Стих выделялся не только торжественной лексикой, концентрированностью звуковых повторов (псов — вой, алчных — лай), особенно заметной на общем фоне низкой звуковой организованности текста, но и единственным во всей поэме спондеем, употребление которого поэтика XVIII века твёрдо закрепила за торжественными жанрами. Демонстративность этих и многих других литературных отсылок связана была с тем, что давали они заведомо ложные адреса: пикантность поэмы состояла в том, что, несмотря на сходство со многими каноническими жанрами, она стояла вне этого мира и допущена в него не могла быть.
Название поэмы В. Пушкина и фамилия его персонажа — Буянов — также являлись отсылками к литературной среде того времени. Заглавие, возможно, отсылало к комедии А. Коцебу «Опасное соседство» (в 1806 году её вольный перевод выполнил родственник Пушкиных П. Н. Приклонский). Фамилия «Буянов» впервые появилась в анонимной эпиграмме на «сластолюбивого и злого дурачину», опубликованную в 1782 году. Литературные приёмы, характерные для «Опасного соседа» были отработаны в 1771 году В. Майковым в поэме «Елисей, или Раздражённый Вакх», в которой боги-олимпийцы запросто общаются с откупщиками и непотребными девками, а царица Дидона превратилась в старую начальницу исправительного дома, покончившую с собой из-за того, что её бросил молодой любовник-ямщик. Аналогичным образом и в «Опасном соседе» Варюшка, принимающая в борделе Буянова, купца и дьячка и ещё рассказчика-стихотворца, представлена женой Перикла Аспазией, в доме которой собирались философы, художники и поэты. Дворняги, сожравшие шинель незадачливого искателя приключений, названы Церберами, и так далее. Имеется и прямая отсылка к поэме Майкова. В собственном творчестве В. Пушкина Буянов впервые упоминался в стихотворении «Вечер»:
Буянов и не глуп, но вздумал в сорок лет

Жениться и франтить, и тем себя прославить,

Чтоб жёнушку свою тотчас другим оставить;

И подлинно, успел в том модный господин:

С французом барыня уехала в Берлин.
Это — своего рода предыстория Буянова, который в начале «Соседа» пустился во все тяжкие. Лирический герой Василия Пушкина унаследовал все основные черты характера и даже фамилию Буянов у героя Майкова, но был повышен в социальном статусе — вместо майковского ямщика появился помещик, проживший своё имение. Буянов явно наделён чертами, которые много лет спустя проявились у гоголевского Ноздрёва. По мнению Н. Михайловой, в известном смысле в Буянове преломились черты знакомого с Пушкиным Ф. Толстого («Американца»); известно, что он читал поэму и усмотрел в ней намёк на свою жену-цыганку.
В. Л. Пушкин выступил и в политическом ключе: лозунг Буянова «Все равны в борделе у блядей» — не что иное, как пародирование лозунга Великой французской революции, провозгласившей свободу, равенство и братство. В поэме в борделе оказываются представители духовенства, купечества и дворянства. «Революционный» смысл лозунга Буянова был, по-видимому, воспринят первыми читателями «Опасного соседа» и даже дал повод к светской мистификации.
Смешение жанров в «Опасном соседе» содержит и фольклорный элемент — святочный рассказ, — который служит переходом к морали и библейским реминисценциям. На это указывает курица, находившаяся в светлице, где оказался рассказчик: обитательницы борделя гадали о суженом на Святки. По народным представлениям Святки — это время нечистой силы. Совращение рассказчика, таким образом, дело чёрта, а драку спровоцировал сатана; все названы своими именами. Разыгравшееся в борделе «лютейшее сраженье» — «Сатане потеха». И косматые псы, преследующие рассказчика, не случайно названы «исчадьем адовым»: убежав из борделя, рассказчик спас душу, избежав ада.

## Литературный манифест
Мы сели в о́бшивни, покрытые ковром,

И пристяжная вмиг свернулася кольцом.

Извозчик ухарский, любуясь рысаками,

«Ну! — свистнул, — соколы! отдёрнем с господами».

Пустился дым густой из пламенных ноздрей

По улицам как вихрь несущихся коней.

Кузнецкий мост, и вал, Арбат и Поварская

Дивились двоице, на бег ее взирая.

Позволь, варяго-росс, угрюмый наш певец,

Славянофилов кум, взять слово в образец.

Досель, в невежестве коснея, утопая,

Мы, парой двоицу по-русски называя,

Писали для того, чтоб понимали нас.

Ну, к черту ум и вкус! пишите в добрый час!
Одним из смысловых пластов «Опасного соседа» является полемика о русском языке, которая к тому времени активно велась между карамзинистами и последователями А. Шишкова. Данные смыслы, совершенно понятные современникам, вводились уже с самого начала повествования в характерном для В. Пушкина сочетания высоких и низких жанров: пара рысаков, «подтибренных» Буяновым, названа славянизмом «двоица», заимствованным у поэта-шишковиста С. А. Ширинского-Шихматова. При этом описание мчащейся по Москве двойки коней явно отсылает к стихотворению Ширинского-Шихматова «Возвращение в отечество любезного моего брата князя Павла Александровича из пятилетнего морского похода», о чём свидетельствует одинаковая рифма «ноздрей — коней». Далее следует ироническое отступление, приводимое во врезке.
В поэме прямо помещены выпады по адресу других шишковистов: обитательницы публичного дома читают комедию А. А. Шаховского «Новый Стерн», причём тут же следует авторская ремарка — «Прямой талант везде защитников найдет!» Прямо А. С. Шишкова касается завершающая строка поэмы «И над рецензией славянской засыпает». По канонам классицистской риторики и поэтики ораторская речь должна завершаться «удовлетворительным окончанием». Согласно Н. Михайловой, антишишковистские инвективы Василия Пушкина воплощены в эпиграмматической форме, могут быть вычленены из текста поэмы и иметь самостоятельное
значение. Сон, вызванный чтением сочинения бездарного стихотворца, — устойчивый мотив эпиграмм XVIII—XIX веков.
По мнению Е. Н. Куприяновой, «сочетание умеренного бурлеска поэмы с её полемической заострённостью как бы намечает стиль полемической буффонады, характерной для арзамасских собраний, протоколов, посланий».

## Оценки и влияние

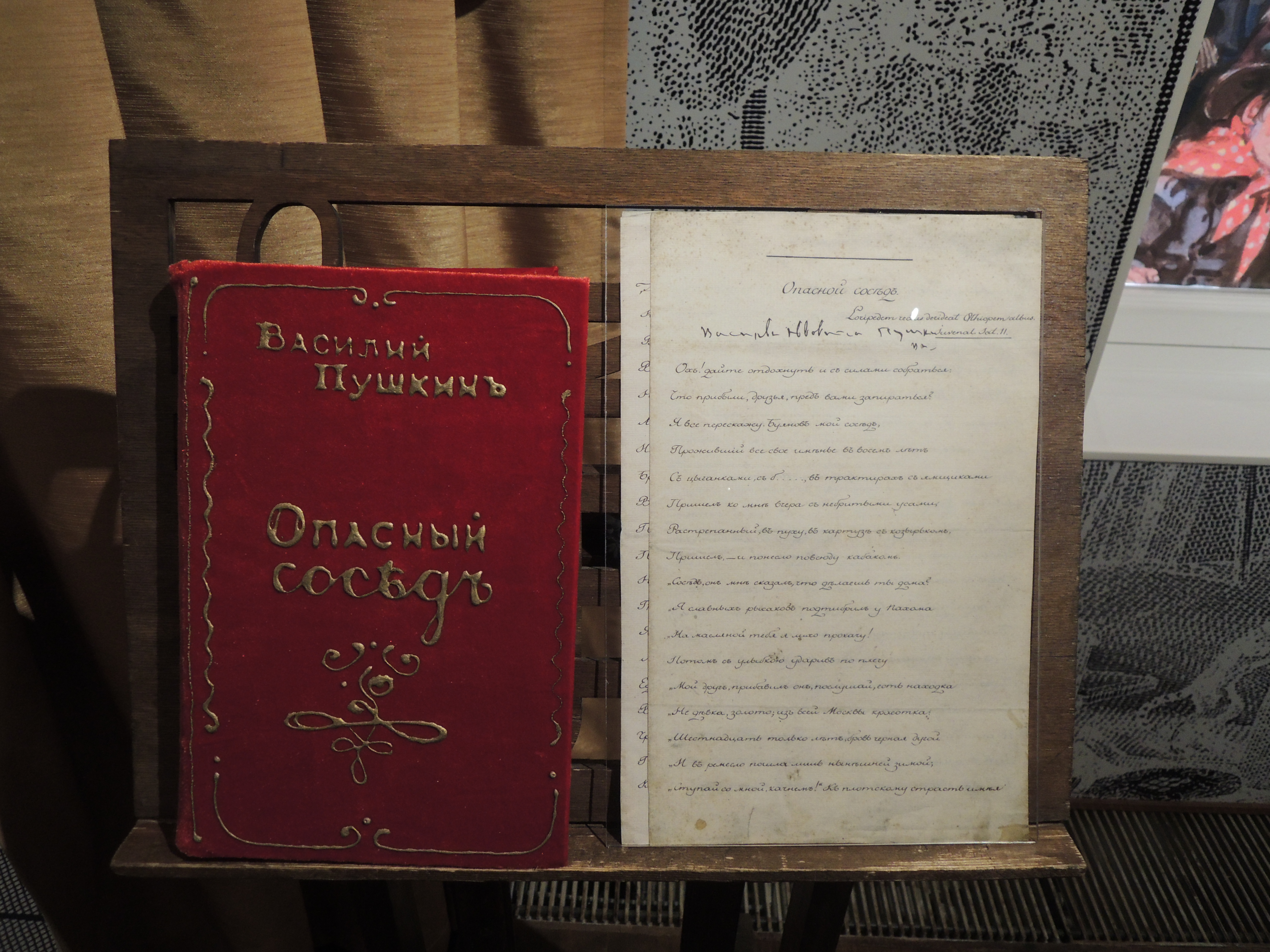
Список в экспозиции Дома-музея В. Л. Пушкина

Поэма сразу была оценена современниками, которые оставили немало лестных для её автора высказываний. Так, Ф. Ф. Вигель в мемуарах вспоминал, что она «изумила, поразила его насмешников и заставила самых строгих серьезных людей улыбаться соблазнительным сценам, с неимоверной живостью рассказа, однакоже с некоторою пристойностью им изображённым». Баратынский в эпиграмме 1826 года язвительно заметил, что лишь сделка с дьяволом могла бы объяснить столь внезапный всплеск таланта у такого вялого и неловкого версификатора, коим Василий Пушкин слыл прежде «Опасного соседа». Эпиграмма была послана П. А. Вяземским Ал. И. Тургеневу в январском письме 1827 года:
Откуда взял Василий непотешный

Потешного Буянова? Хитрец

К лукавому прибег с мольбою грешной

«Я твой, — сказал, — но будь родной отец,

Но помоги» Плодятся без усилья,

Горят, кипят задорные стихи,

И складные страницы у Василья

Являются в тетради чепухи.
Племянник автора, Александр Пушкин стал одним из первых читателей фривольной поэмы. Во время длительной поездки в Петербург (июль 1811 — февраль 1812 года; в том числе для устройства Александра в Царскосельский лицей) Василий Львович читал «Опасного соседа» И. И. Дмитриеву и Д. В. Давыдову, последний поэмы не оценил. Пушкин-старший при чтении «Опасного соседа» у Давыдова пытался выставить племянника из комнаты, но тот возразил, что всё слышал и знает. Ещё в лицейском стихотворении 1814 года «Городок» Пушкин расточал дяде похвалы за эту поэму. Цитируется «Опасный сосед» и в «Гаврилиаде». Герой Василия Пушкина — Буянов — был выведен в качестве одного из второстепенных персонажей «Евгения Онегина», причем называется кузеном: «Мой брат двоюродный, Буянов», как бы «сын» его дяди. Буянов фигурирует в качестве одного из искателей руки Татьяны Лариной. В поэме В. Л. Пушкина Буянов затевает драку в борделе, а в романе А. С. Пушкина именно он служит первопричиной трагедии: это он подвёл Татьяну с Ольгой к Онегину, Онегин выбрал для танца Ольгу и вызвал тем самым ревность Ленского. Здесь же Александр Пушкин прямо отвёл от себя авторство «Опасного соседа»: слухи об этом были распространены и в столицах, и в провинции, и сильно его раздражали.

## Издания
Василий Львович Пушкин предпринимал усилия к изданию своей поэмы практически сразу после её написания. Текст был издан типографским способом, сохранился, по-видимому, единственный его экземпляр в рукописном отделе Пушкинского Дома. Он отпечатан на 6 страницах плотной голубоватой бумаги, текст поэмы подписан «Пшкн». В это же издание вошли две эпиграммы, — П. Политковского и Ан. И. Тургенева (скончавшегося в 1803 году).
Существуют две основные версии появления первого издания «Опасного соседа». Текст мог быть издан в кругу Вольного общества любителей словесности, наук и художеств в Петербурге тайным образом, что и объясняет сохранность единственного экземпляра именно в Петербурге. С той же вероятностью текст мог быть напечатан в Москве — где постоянно проживал В. Пушкин, — в типографии П. П. Бекетова, которая считалась современниками лучшей в старой столице. В московском пожаре 1812 года типография и книжный склад были уничтожены; не осталось никаких свидетельств современников об этом издании.
Своего рода курьёзом современники и потомки воспринимали литографированное издание 1815 года, также сохранившееся в единственном экземпляре. Оно появилось из-за опытов П. Л. Шиллинга с литографированием карт и документов; об этом узнал император Александр I и срочно вызвал изобретателя в Мюнхен, где тогда находился. По воспоминаниям Н. И. Греча, П. Шиллинг решил копировать русский текст и воспроизвёл по памяти «Опасного соседа», — единственное стихотворение, которое помнил наизусть целиком. Технически издание было безупречным, и Шиллинг сделался директором литографии Министерства иностранных дел. Вариант текста П. Л. Шиллинга снабжён эпиграфом из Ювенала. Василий Львович Пушкин знал о данном опыте и, видимо, держал литографированные листы в руках.
Перед смертью В. Л. Пушкин просил С. Д. Полторацкого опубликовать поэму где-нибудь за границей. Он исполнил эту просьбу только в 1855 году — тогда издание «Опасного соседа» было сделано Брокгаузом в Лейпциге; примечаниями были выделены авторские выпады против А. С. Шишкова и его последователей. В 1859 году было предпринято коммерческое издание Фердинанда Шнейдера в Берлине, которое так хорошо расходилось среди русской публики, что в 1871 и 1876 годах было повторено. Цензура в России не пропускала поэмы, даже в наиболее полное дореволюционное собрание сочинений В. Пушкина 1893 года под редакцией В. И. Саитова она не вошла. В России текст поэмы в печатном виде был воспроизведён в «Обстоятельном библиографическом описании редких и замечательных книг» А. Е. Бурцева 1901 года. В 1913 году было выпущено некоммерческое издание В. Ф. Саводника (75 экз.) с введением и некоторыми комментариями.
Первое русское издание «Опасного соседа» появилось только в 1917 году — его напечатала в Петрограде «Библиотека вольного слова», далее последовали московское и петроградское издания 1918 и 1922 годов. В двух последних были учтены поправки П. А. Вяземского в его экземпляре издания 1855 года. В дальнейшем поэма без изъятий публиковалась в «Библиотеке поэта» (1971) и всех переизданиях сочинений В. Л. Пушкина. В 2011 году «Опасный сосед» вышел с факсимильным воспроизведением всех трёх первоизданий (1812, 1815 и 1855 годов) и очерками Н. И. Михайловой (впервые очерки вышли в свет в 2005 году). Издание было изобильно иллюстрировано Валерием и Александром Трауготами.